# کفشک سه‌چشم
کفشک سه‌چشم (نام علمی: Ancylopsetta dilecta) نام یک گونه از تیره کفشک‌ماهیان دندان‌بزرگ است.